# Sassy Justice
Sassy Justice è una webserie statunitense del 2020, creata da Trey Parker, Matt Stone e Peter Serafinowicz.
La serie utilizza la tecnica del deepfake per inserire celebrità e politici indipendenti nel mondo immaginario di un giornalista televisivo. Prodotta dalla neo-formata casa di produzione Deep Voodoo, composta da vari artisti di computer grafica assemblati originariamente per un altro progetto cinematografico interrotto a causa della pandemia COVID-19, Sassy Justice è basato su una serie di impressioni che Serafinowicz ha sviluppato su un "impertinente" Donald Trump. I creatori hanno utilizzato una manciata di video più brevi insieme ad un primo episodio di 15 minuti.
La serie viene pubblicata negli Stati Uniti su YouTube dal 26 ottobre 2020.

## Trama
La serie segue il giornalista Fred Sassy di Cheyenne, in Wyoming, che indaga sulle notizie e i pericoli posti dalla manipolazione dei social media e delle fake news.

## Personaggi e interpreti
- Fred Sassy, interpretato da Peter Serafinowicz.
- Julie Andrews, interpretata da Sarah Alexander.
- Michael Caine, interpretato da Peter Serafinowicz.
- Al Gore, interpretato da Trey Parker.
- Jared Kushner, interpretato da Betty Boogie Parker.
- Donald Trump, interpretato da Peter Serafinowicz.
- Ivanka Trump.
- Chris Wallace.
- Mark Zuckerberg, interpretato da Matt Stone.

## Accoglienza
Mark Frauenfelder di Boing Boing ha considerato il primo episodio "una terrificante satira deepfake".